# 故事桥
故事桥（Story Bridge）是一座跨越布里斯班河的悬臂桥，连接澳大利亚昆士兰州布里斯班北部和南部，允许车辆、自行车和行人通过，是澳大利亚最长的悬臂桥。
这座桥是布拉德菲尔德公路（15）的一部分，连接富特迪谷和袋鼠角（Kangaroo Point）。该桥以曾大力推进该桥建设的公务员约翰·道格拉斯·斯托瑞（John Douglas Story）命名。
该桥在1992年列为昆士兰州遗产。

## 图片

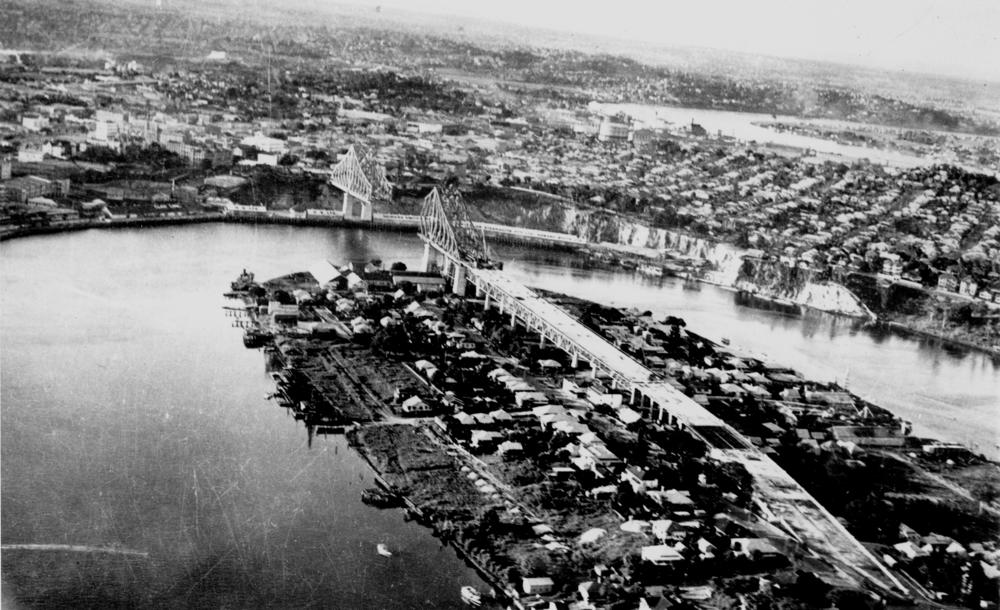
建造时的照片
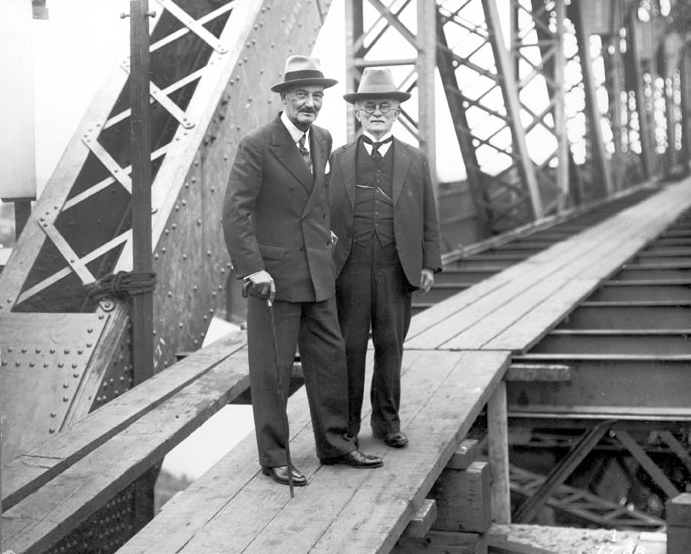
昆士兰总督于1938年7月视察故事桥
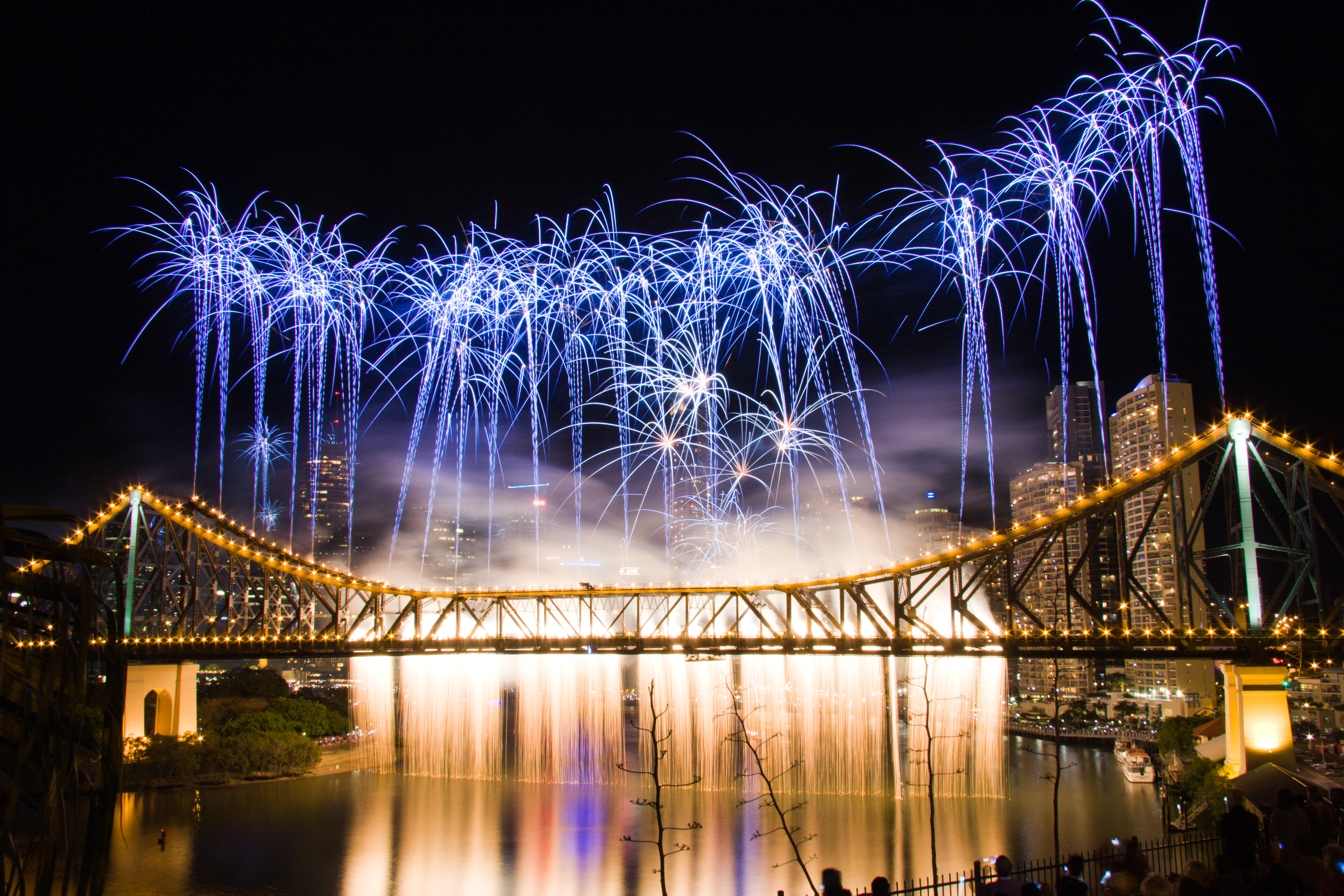
09年的布里斯班节中，焰火表演时故事桥的景象
2013年布里斯班节中故事桥上的烟花